# Phormictopus platus
Phormictopus platus är en spindelart som beskrevs av Chamberlin 1917. Phormictopus platus ingår i släktet Phormictopus och familjen fågelspindlar. Inga underarter finns listade i Catalogue of Life.